# Curières
Curières är en kommun i departementet Aveyron i regionen Occitanien i södra Frankrike. Kommunen ligger  i kantonen Laguiole som ligger i arrondissementet Rodez. År 2022 hade Curières 214 invånare.

## Befolkningsutveckling
Antalet invånare i kommunen Curières
Referens: INSEE